# Departamento de Río Chico (kommun i Tucumán)
Departamento de Río Chico är en kommun i Argentina.   Den ligger i provinsen Tucumán, i den norra delen av landet, 1 100 km nordväst om huvudstaden Buenos Aires. Antalet invånare är 52 925. Arean är 585 kvadratkilometer.
Terrängen i Departamento de Río Chico är varierad.
I omgivningarna runt Departamento de Río Chico växer i huvudsak städsegrön lövskog. Runt Departamento de Río Chico är det ganska tätbefolkat, med 96 invånare per kvadratkilometer.